# أكواسبارتا
أكواسبارتا (بالإيطالية: Acquasparta)‏ هي بلدية في مقاطعة تيرني في إقليم أومبريا الإيطالي.

## السكان
في سنة 1861 بلغ عدد السكان 3٬511 نسمة، وتطور العدد ليصل في سنة 2011 لـ 4٬929 نسمة.
يظهر هذا المخطط البياني تطور النمو السكاني لـ أكواسبارتا

## وصلات خارجية
- الموقع الرسمي